# Ганс Гоффманн (художник)
Ганс Гоффманн (нім. Hans Hoffmann; ? 1530, Нюрнберг — ? 1591, Прага) — німецький живописець і графік, представник німецького Ренесансу.

## Біографія
Ймовірно, навчався живопису в Нідерландах. У 1576 році згадувався в записах зборів міської ради Нюрнберга як громадянин міста, художник Ганс Гоффманн. Був відомий своїми копіями робіт художника Альбрехта Дюрера.
У 1584 році приїхав до Мюнхена на запрошення герцога Баварського Вільгельма V. З 1585 року жив у Празі, був придворним художником імператора Священної Римської імперії Рудольфа II.